# Kričke (Novska)
Kričke is een plaats in de gemeente Novska in de Kroatische provincie Sisak-Moslavina. De plaats telt 21 inwoners (2001).